# پایگاه هوایی قنیطره
پایگاه هوایی قنیطره (به انگلیسی: Kenitra Air Base) یک فرودگاه نظامی با کد یاتا NNA است که یک باند فرود بتن دارد و طول باند آن ۲۴۳۷ متر است. این فرودگاه در شهر قنیطره کشور مراکش قرار دارد و در ارتفاع ۵ متری از سطح دریا واقع شده است.